# 생체막

수용액에서 인지질에 의해 형성될 수 있는 구조의 단면도

생체막(生體膜, 영어: biological membrane)은 세포를 외부 환경과 분리하거나 세포내 구획을 만드는 선택적 투과성이 있는 막이다. 진핵생물의 세포막 형태의 생체막은 화학 물질과 이온의 수송에 사용되는 내재성 막 단백질 및 외재성 막 단백질이 있는 인지질 이중층으로 구성된다. 세포막에 있는 지질의 대부분은 단백질이 생리적 기능을 하기 위해 회전하고 측면으로 확산될 수 있도록 하는 유동 기질로 기능을 한다. 단백질은 내재성 막 단백질의 표면에 단단히 결합된 지질 분자로 구성된 고리형 지질 껍질의 존재로 인해 인지질 이중층의 막 유동성이 높은 환경에 적응되어 있다. 세포막은 점막, 기저막, 장막과 같은 세포층에 의해 형성된 분리 조직과는 다르다.

## 구성

### 비대칭

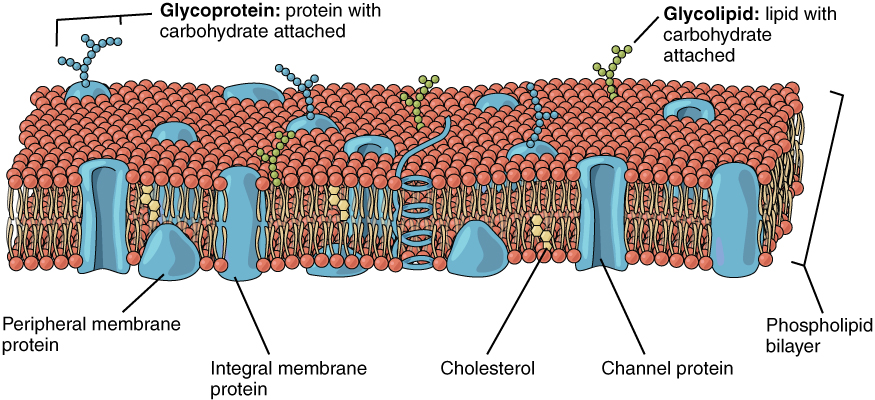
인지질 이중층의 유동 모자이크 모델

지질 이중층은 외부층과 내부층의 두 층으로 구성된다. 지질 이중층의 구성 요소는 내부층과 외부층 사이에 불균등하게 분포되어 있기 때문에, 내부층과 외부층은 서로 비대칭이다. 이러한 비대칭적인 구성은 세포 신호전달과 같은 세포의 기능에 중요하다. 생체막의 비대칭성은 외부층과 내부층의 서로 다른 기능을 반영하고 있다. 인지질 이중층의 유동 모자이크막 모델에서 볼 수 있듯이 막의 외부층과 내부층은 구성이 비대칭적이다. 특정 단백질과 지질은 막의 한쪽 표면에만 있고, 다른쪽 표면에는 존재하지 않는다.
원형질막과 내부막은 모두 안쪽면과 바깥쪽면을 가지고 있다. 이러한 방향성은 막의 유동 과정 동안 유지된다. 단백질, 지질, 소포체 및 골지체의 내강을 향한 당포합체는 원형질막의 세포의 측면에서 발현된다. 진핵세포에서 새로운 인지질은 세포질과 마주하는 소포체 막 부분에 결합된 효소에 의해 생성된다. 유리 지방산을 기질로 사용하는 이 효소는 새로 만들어진 모든 인지질을 지질 이중층의 세포질쪽 층으로 방출시킨다. 막 전체가 고르게 성장하려면 새로 만들어진 인지질 분자의 절반이 반대쪽 층으로 옮겨져야 한다. 이러한 이동은 플립페이스라고 불리는 효소에 의해 촉매된다. 원형질막에서 플립페이스는 특정 인지질을 선택적으로 이동시켜 각 단층에 서로 다른 종류의 인지질끼리 집중되게 한다.
그러나 선택적 플립페이스를 사용하는 것이 지질 이중층의 비대칭을 생성하는 유일한 방법은 아니다. 특히 동물세포에서 가장 두드러지고 일관된 비대칭적 분포를 나태내는 지질인 당지질에 대해서는 다른 메커니즘이 작용한다.

### 지질
생체막은 친수성 머리와 소수성 꼬리를 가지고 있는 지질로 구성된다. 탄화수소로 구성되어 있으며, 탄화수소 꼬리의 길이와 포화도는 세포를 특성화하는 데 중요하다. 지질 뗏목은 지질과 단백질이 막의 도메인에서 응집할 때 생성된다. 이는 세포 신호전달과 같은 특정 과정과 관련된 국소 영역으로, 막의 요소들을 구성하는 데 도움이 된다.
적혈구는 독특한 지질 구성을 가지고 있다. 적혈구의 지질 이중층은 동일한 중량비의 콜레스테롤과 인지질로 구성된다. 적혈구 막은 혈액 응고에 중요한 역할을 한다. 적혈구의 지질 이중층에는 포스파티딜세린이 존재한다. 이것은 일반적으로 막의 세포질쪽 층에 위치한다. 그러나 혈액 응고 시에는 이를 사용하기 위해 세포 바깥쪽으로 뒤집혀진다.

### 단백질
인지질 이중층에는 다양한 단백질들이 포함되어 있다. 이들 막 단백질은 다양한 기능과 특성을 가지며 다양한 화학 반응들을 촉매한다. 내재성 막 단백질은 막에 걸쳐져 있는데 지질 이중층의 양쪽 층에 서로 다른 도메인을 가지고 있다. 내재성 막 단백질은 지질 이중층과 강한 결합을 유지하며 쉽게 분리될 수 없다. 이들은 막을 파괴하는 화학적 처리를 통해서만 해리된다. 외재성 막 단백질은 지질 이중층의 표면과 약한 상호작용을 유지하고 막으로부터 쉽게 해리될 수 있다는 점에서 내재성 막 단백질과 다르다. 외재성 막 단백질은 막의 한쪽면에만 위치하며, 막의 비대칭성 형성에 기여한다.
| 기능적 분류 | 단백질의 예                 | 특정 기능 |
| ----------- | --------------------------- | --- |
| 수송체      | Na+/K+-ATPase               | 능동 수송으로 Na+를 세포 밖으로 내보내고 K+를 세포 안으로 들여 보냄                                          |
| 앵커        | 인테그린                    | 세포 내 액틴 필라멘트를 세포외 기질 단백질에 연결시킴                                                        |
| 수용체      | 혈소판 유래 성장인자 수용체 | 세포 외부의 혈소판 유래 성장인자와 결합하여, 결과적으로 세포가 성장하고 분열하도록 하는 세포내 신호를 생성함 |
| 효소        | 아데닐산 고리화효소         | 세포외 신호에 대한 반응으로 세포내 신호전달 분자인 cAMP의 생성을 촉매함                                      |

### 올리고당류
올리고당은 당을 함유하고 있는 중합체이다. 올리고당은 막에서 지질과 공유 결합하여 당지질을 형성하거나 단백질과 공유 결합하여 당단백질을 형성할 수 있다. 막에는 당지질로 알려진 당 함유 지질 분자가 포함되어 있다. 지질 이중층에서 당지질의 당 그룹은 세포 표면에 노출되어 수소 결합을 형성할 수 있다. 당지질은 지질 이중층에서 비대칭성의 가장 극단적인 예를 제공한다. 당지질은 세포 인식 및 세포-세포 접착을 포함하여 주로 신호를 주고 받는 생체막에서 수많은 기능들을 수행한다. 당단백질은 내재성 막 단백질이다. 당단백질은 면역 반응과 보호에 중요한 역할을 한다.

## 형성
인지질 이중층은 수용액에서 막 지질의 응집으로 인해 형성된다. 응집은 소수성 말단이 서로 접촉하고 물로부터 격리되는 소수성 상호작용에 의해 일어난다. 이러한 배열은 소수성 꼬리와 물 사이의 불리한 접촉을 최소화하면서 친수성 머리와 물 사이의 수소 결합을 최대화한다. 사용가능한 수소 결합의 증가는 시스템의 엔트로피를 증가시켜 자발적인 과정이 되도록 한다.

## 기능
인지질은 양친매성인데, 즉 소수성인 동시에 친수성이다. 인지질 이중층은 극성인 물과 상호작용을 하는 친수성 머리 부분을 포함하고 있다. 인지질 이중층은 또한 상보적인 반대쪽 층의 소수성 꼬리와 접촉하는 소수성 꼬리 부분을 포함하고 있다. 소수성 꼬리는 일반적으로 길이가 다른 지방산들로 구성되어 있다. 지질, 특히 소수성 꼬리의 상호작용은 유동성과 같은 지질 이중층의 물리적인 특성을 결정한다.
세포막은 일반적으로 세포가 외부와 다른 화학적 또는 생화학적 환경을 유지할 수 있게 하는 밀폐된 공간 또는 구획을 결정한다. 예를 들어 퍼옥시좀의 막은 세포에 유독할 수 있는 화학 물질인 과산화물로부터 세포의 나머지 부분을 보호하고, 세포막은 세포를 주변으로부터 분리한다. 퍼옥시좀은 세포 내에서의 화학 반응의 부산물을 포함하는 세포에서 발견되는 세포소기관의 한 종류이다. 대부분의 세포소기관들은 이러한 막으로 구성되어 있으며, 이들을 막성 세포소기관이라고 부른다.

### 선택적 투과성
생체막의 가장 중요한 특징은 아마도 선택적 투과가 가능한 구조라는 것이다. 이것은 막을 가로지르려는 원자와 분자의 크기, 전하 및 기타 화학적 특성이 막의 통과 여부를 결정한다는 것을 의미한다. 선택적 투과성은 세포 또는 세포소기관을 주변으로부터 효과적으로 분리하는 데 필수적이다. 생체막은 또한 모양을 변형하고 필요에 따라 이동할 수 있도록 하는 특정 기계적 특성 또는 탄성을 가지고 있다.
일반적으로 작은 소수성 분자는 단순 확산에 의해 인지질 이중층을 쉽게 통과할 수 있다.
세포 기능에 필요하지만 막을 가로질러 자유롭게 확산할 수 없는 입자는 막 수송 단백질을 통해 들어가거나 세포내 섭취에 의해 들어가는 데, 세포내 섭취에서 막은 소포가 입자를 함유한 채로 내용물을 세포로 밀어넣는다. 많은 유형의 특수 원형질막들이 주변으로부터 세포를 분리할 수 있다. 이들의 예로는 정단막, 기저막, 시냅스전막, 시냅스후막, 편모, 섬모, 미세융모, 사상위족, 접착용 세포족의 막, 근섬유막, 신경세포의 특수한 미엘린 및 가지돌기 가시의 막 등이 있다. 원형직막은 또한 카베올라, 시냅스 후 치밀질, 포도솜, 인바도포디아, 데스모솜, 헤미데스모솜, 국소 접착 및 세포 접합과 같은 다양한 유형의 "초막상" 구조를 형성할 수 있다. 이러한 유형의 막은 지질 및 단백질의 구성이 다르다.
독특한 유형의 막은 세포소기관(예: 엔도좀, 거친면 소포체, 매끈면 소포체, 근소포체, 골지체, 리소좀, 미토콘드리아(내막 및 외막), 핵(내막 및 외막), 퍼옥시좀, 액포, 세포질 과립, 소포(파고솜, 자가포식소체, 클라트린-코팅 소포, COPI-코팅 소포, COPII-코팅 소포) 및 분비 소포(시냅토솜, 첨체, 멜라노솜 및 크로마핀 과립 포함))의 막을 구성한다. 다양한 유형의 생체막은 다양한 지질 및 단백질 조성을 가지고 있다. 막에서 단백질 및 지질의 함량은 막의 물리적 특성 및 생물학적 특성을 결정한다. 막의 일부 구성 요소는 약물을 세포 밖으로 펌핑하는 유출 펌프와 같이 의학에서 핵심적인 역할을 한다.

### 유동성
인지질 이중층의 소수성 코어는 지질 꼬리의 결합 주위를 회전하기 때문에 끊임없이 움직인다. 인지질 이중층의 소수성 꼬리는 함께 구부러지고 잠긴다. 그러나 물과의 수소 결합 때문에 친수성 머리 부분은 회전과 이동이 제한되어 움직임이 적다. 이것은 친수성 머리에 더 가까운 지질 이중층의 점성을 증가시킨다.
전이 온도 아래에서 지질 이중층은 이동성이 높은 지질의 움직임이 줄어들어 젤과 같은 고체가 되어 유동성을 잃어버린다. 전이 온도는 탄화수소 사슬의 길이 및 지방산의 포화도와 같은 지질 이중층의 구성 요소에 따라 달라진다. 온도 의존적 유동성은 세균과 냉혈 동물에서 중요한 생리적 속성을 부여한다. 이들 생물은 온도가 달라짐에 따라 막 지질의 지방산의 조성을 변경하여 일정한 유동성을 유지한다.
동물세포에서 막 유동성은 스테롤인 콜레스테롤의 존재에 의해 조절된다. 콜레스테롤은 원형질막에 특히 많은 양이 존재하여, 중량으로 따지면 막 지질의 약 20%를 차지한다. 콜레스테롤 분자는 짧고 단단하기 때문에 불포화 탄화수소 꼬리의 꼬임에 의해 남겨진 인접한 인지질 분자들 사이의 공간을 채운다. 이런 식으로 콜레스테롤은 인지질 이중층을 더 단단하게 만들고, 투과성을 떨어뜨리는 경향이 있다.
세포에서 막 유동성은 여러 가지 이유로 중요하다. 이는 막 단백질이 지질 이중층 평면에서 빠르게 확산되고 예를 들어 세포 신호전달에서 중요한 것처럼 서로 상호 작용할 수 있도록 한다. 이것은 막 지질과 단백질이 합성된 후 세포의 다른 영역으로 삽입된 부위에서 지질 이중층으로 확산되도록 한다. 막이 서로 융합하여 분자들끼리 서로 섞일 수 있게하고, 세포가 분열할 때 딸세포들 사이에 막 분자들이 고르게 분포되도록 한다. 생체막이 유동적이지 않다면 세포가 어떻게 살아가고, 생장하고 분열할 수 있을지 상상하기 어렵다.

## 같이 보기
- 삼투
- 콜로디온 백
- 유동 모자이크 모델
- 막생물학